# Ricardo Nolé
Ricardo Nolé (Montevideo, 23 de octubre de 1953) es un pianista y arreglador uruguayo que ha fusionado candombe con jazz, música brasileña y rock.

## Reseña biográfica
Hijo de Panchito Nolé, fue alumno del pianista uruguayo Santiago Baranda Reyes. Vive en Argentina desde 1973.
De 1979 a 1982 trabajó como músico profesional y de sesión en varios países de Europa.
Acompañó o participó en todos los discos de Rubén Rada desde En familia (1982) hasta Concierto por la vida (1994), sin contar Las aventuras de Fattoruso y Rada (1991). En esta etapa varias canciones de Rada aparecen acreditadas en coautoría con Nolé. También participó en dos temas del disco de Rada Confidence 2 La película (2017).
En 1988 colaboró en el álbum 48 horas de la banda Zafhfaroni.
Integró la banda de Beto Satragni, con quien grabó Ecológico en 1991 y Ecológico II en 1993, y la banda de Horacio Fontova en 1994.
Su formato de música preferido es el trío de jazz (piano, bajo y batería), desde que escuchó tríos de Oscar Peterson, Bill Evans, Tamba Trío, Zimbo Trío y Milton Banana Trío.
Formó su primer trío en 1990 con el que grabó los discos Cuareim en 1991 y Afrombé en 1993. Con cambios en la integración fue grabando Isla de Flores (1999), De profundis (2004) y Enfoques (2007). Los músicos que participaron en estos tríos fueron Alejandro Herrera, Marcelo “Quintino” Cinalli, Leandro Hipaucha, Ernesto Zeppa y Pocho Lapouble.
En 2000 integró un trío con Osvaldo Fattoruso y Beto Satragni.
En 2017 se editó Tríos… Uruguayos su primer disco grabado en Uruguay donde trabajó con distintos tríos, entre ellos Nolé con Urbano Moraes y Martín Ibarburu.
A principios de la década del 2000 comenzó a trabajar con la cantante de jazz Livia Barboza, con quien se presentó en varias oportunidades, grabó el CD Cristalino en 2003 y participó en la grabación de Caleidoscopio en 2005.
En 2005 grabó Interiores, un disco de piano casi solista, al que se le suma el contrabajo de Alejandro Herrera en algunos temas.
En 2008 inició la banda Templando con el objetivo de fusionar jazz y candombe. Grabaron el disco Ricardo Nolé & Templando en 2010, y la experiencia culminó en 2013 con la grabación del disco Jazzdombe.
En 2008 también formó un dúo de música de cámara con la trompetista Adriana Kahn, interpretando obras desde el período barroco hasta el siglo XX.
En 2016 grabó Homenaje a Rada junto a Lobito Lagarde (excompañero de Rada en Totem) y Nelson Cedréz (baterista de Rada desde 1995), como The Rada’s Old Boys. El trío versiona temas de Rada en formato trío de jazz acústico. El disco ganó el Premio Graffiti a mejor álbum de jazz. Rada canta como invitado en la canción “Negro”.
También tocó con Javier Malosetti, Ron McClure, Antonio Cartagena y Walfredo Reyes, entre otros músicos.

## Discografía
- Cuareim (1991) (Reeditado en 1994, en conjunto con Varios nombres de Hugo Fattoruso, por Litto Nebbia en su sello Melopea.)[12]
- Afrombé (1993)
- Isla de Flores (1999)
- De profundis (2004)
- Interiores (2005)
- Enfoques (2007)
- Ricardo Nolé & Templando (2010)
- Jazzdombe (2013)
- Tríos... uruguayos (2017)

### Con The Rada's Old Boys
- Homenaje a Rada (2016)